# Topologie de l'ordre
En mathématiques, la topologie de l'ordre est une topologie naturelle définie sur tout ensemble ordonné (E, ≤), et qui dépend de la relation d'ordre ≤.
Lorsque l'on définit la topologie usuelle de la droite numérique ℝ, deux approches équivalentes sont possibles. On peut se fonder sur la relation d'ordre dans ℝ, ou sur la valeur absolue de la distance entre deux nombres. Les égalités ci-dessous permettent de passer de l'une à l'autre :
La valeur absolue se généralise en la notion de distance, qui induit le concept de topologie d'un espace métrique. Nous nous intéressons ici à l'autre approche.

## Définition
Soit (E,≤) un ensemble ordonné (partiellement ou totalement). Considérons deux symboles de flèche {\displaystyle \rightarrow } et {\displaystyle \leftarrow } et supposons, pour éviter toute ambiguïté, que ces symboles ne désignent aucun élément de E. 
La topologie de l'ordre sur (E,≤) est la topologie engendrée par les ensembles qui prennent l'une des 3 formes suivante : 
1. {\displaystyle \left]x,y\right[:=\{t\in E\mid x<t<y\}}
2. {\displaystyle \left]x,\rightarrow \right[:=\{t\in E\mid x<t\}}
3. {\displaystyle \left]\leftarrow ,y\right[:=\{t\in E\mid t<y\}}

où {\displaystyle x,y\in E}.
Un espace topologique ordonné est alors un ensemble ordonné (E,≤) muni de la topologie de l'ordre.
De manière équivalente, la topologie de l'ordre est la topologie engendrée par les ensembles de la forme 2 ou 3, les ensembles de la forme 1 sont donc redondants. En effet cela découle du fait que {\displaystyle \left]x,y\right[=\left]x,\rightarrow \right[\cap \left]\leftarrow ,y\right[}.
Lorsque (E, ≤) est totalement ordonné, l'ensemble des parties de la forme 1, 2 ou 3 est stable par intersection finie. De plus, si E contient au moins deux éléments, alors E peut s'écrire comme l'union de tous les ensembles de la forme 2 ou 3. Par conséquent, si E est totalement ordonné et contient au moins deux éléments, alors l'ensemble des parties de la forme 1, 2 ou 3 est une base de la topologie de l'ordre. 

## Exemples
- La topologie de l'ordre usuel sur ℝ est la topologie usuelle.
- La topologie de l'ordre sur ℝ = {–∞}∪ℝ∪{+∞}[2] (isomorphe à [–1, 1] muni de l'ordre usuel) est la topologie de la droite réelle achevée (homéomorphe à [–1, 1] muni de la topologie usuelle).
- La topologie de l'ordre usuel sur ℕ est la topologie discrète (c'est aussi la topologie usuelle).
- La topologie de l'ordre sur ℕ∪{+∞}⊂ℝ est le compactifié d'Alexandrov [0, ω] de [0, ω[ = ℕ muni de la topologie discrète.
- Pour l'ordre partiel de divisibilité sur ℕ*, la topologie de l'ordre est la topologie discrète.

## Intervalles ouverts
Dans un espace topologique ordonné (E, ≤), les ensembles {\displaystyle I} de la forme 1, 2 ou 3 sont des intervalles ouverts dans le sens où ils vérifient les deux propriétés suivantes :
- (intervalle) {\displaystyle \forall x,y\in I,\,x<z<y\implies z\in I},
- (ouvert) {\displaystyle I} appartient à la topologie de l'ordre.

Cependant, il peut exister des intervalles ouverts, c'est-à-dire des parties vérifiant les deux propriétés précédentes, qui ne sont pas de la forme 1, 2 ou 3 et qui ne sont pas l'ensemble E tout entier.
Par exemple, si l'on considère l'ensemble des rationnels muni de l'ordre usuel, alors l'ensemble des rationnels dont le carré est inférieur ou égal à 2 est un intervalle ouvert qui ne prend pas l'une des formes précédentes.

## Topologie à droite
Soit (E, ≤) un ensemble ordonné.  
Commençons par remarquer que {\displaystyle \left[x,\rightarrow \right[\cap \left[y,\rightarrow \right[=\cup _{x\leq t{\text{ et }}y\leq t}\left[t,\rightarrow \right[}
Les intervalles de la forme {\displaystyle \left[x,\rightarrow \right[} ou égaux à E forment donc une base pour une topologie sur E, appelée parfois topologie de l'ordre à droite ou topologie droite. Ses ouverts sont les sections finissantes de l'ordre.
C'est le cas particulier de la topologie d'Alexandroff associée à un préordre, lorsque ce préordre est un ordre, autrement dit lorsque la topologie associée vérifie la propriété T0 (la plus faible des propriétés de séparation).

## Topologie stricte à droite
Lorsque  (E, ≤) un ensemble totalement ordonné, on peut définir une variante de la topologie ci-dessus. 
L'ordre étant total, les intervalles de la forme 2 ou égaux à E forment une base pour une topologie.
Une fonction f à valeurs dans ℝ est semi-continue inférieurement si et seulement si, lorsque ℝ est muni de cette topologie, f est continue.

## Propriétés
Soit (E, ≤) un ensemble ordonné muni de la topologie de l'ordre.
- Si F est un sous-ensemble de l'ensemble ordonné E, l'ordre induit sur F le munit d'une topologie. Cette topologie de l'ordre induit est moins fine que la topologie induite (par la topologie de l'ordre sur E), parfois strictement : dans le sous-ensemble des réels Y = {–1} ∪ {1/n | n∈ℕ*}, le singleton {–1} est ouvert pour la topologie induite, mais pas pour la topologie de l'ordre induit puisque pour cette dernière, la suite des 1/n converge vers –1.

Lorsque l'ordre sur E est total :
- E est séparée et même complètement normal[5],[6].
- E est compact si et seulement si c'est un treillis complet[7], c'est-à-dire si toute partie de E admet une borne supérieure (ou ce qui est équivalent, si toute partie de E admet une borne inférieure).
- E est connexe si et seulement s'il est dense et vérifie la propriété de la borne supérieure[8].

En particulier :
- Pour tout ordinal α, le segment d'ordinaux [0, α] est compact. En notant Ω le plus petit ordinal non dénombrable, l'intervalle d'ordinaux [0, Ω[ est séquentiellement compact mais non compact.
- Un corps totalement ordonné est connexe si et seulement s'il vérifie la propriété de la borne supérieure[9].